# Жюппе, Ален
Але́н Мари́ Жюппе́ (фр. Alain Marie Juppé [alɛ̃ ʒype]; род. 15 августа 1945, Мон-де-Марсан) — французский правоцентристский политический и государственный деятель, член «Объединения в поддержку Республики», а затем «Союза за президентское большинство», премьер-министр Франции (1995—1997), в 2000-е годы занимал пост мэра Бордо. С 18 мая по 18 июня 2007 года был государственным министром и министром по делам окружающей среды, однако проиграл парламентские выборы во Франции (2007) в своём округе и всего после месяца на министерском посту подал в отставку. С 14 ноября 2010 по 27 февраля 2011 года государственный министр, министр обороны и по делам ветеранов Франции. С 27 февраля 2011 по 10 мая 2012 года министр иностранных дел Франции. В 2016 году участвовал в праймериз партии Республиканцы, проиграл во втором туре Франсуа Фийону.

## Начало карьеры
Жюппе, в своё время получивший прозвище «ходячий компьютер» за свои блестящие математические способности, начал политическую карьеру в 1976 году в качестве спичрайтера Жака Ширака. Позднее — помощник Ширака по финансам (в бытность того мэром Парижа).

## Первый период государственной деятельности
В 1983—1995 годах — вице-мэр Парижа.
В 1986, 1989—1993, 1997—2004 гг. — депутат Национального собрания.
С 1984 по 1986 год — депутат Европарламента.
С 1986 по 1988 год — Министр бюджета и спикер правительства в кабинете Жака Ширака.
В 1988—1995 годах — Генеральный секретарь Объединения в поддержку республики.
В 1995—2004 и с 2006 года — мэр Бордо.
В 1993—1995 годах — министр иностранных дел в кабинете Эдуара Балладюра.
С 1995 по 1997 годах — премьер-министр, глава первого правительства, сформированного при президенте республики Жаке Шираке (его план жёсткой экономии спровоцировал массовые забастовки 1995 года); после победы на парламентских выборах социалистов ушёл в отставку.
Первый председатель Союза за президентское большинство Франции (с 2002 по 2004 год).

## Коррупционный скандал
В 2004 году Жюппе обвинён в растрате государственных средств в бытность премьером (речь идёт о незаконном финансировании партии «Объединение в поддержку республики» за счёт парижской казны), предан суду и приговорён к условному тюремному заключению на полтора года, поражению в гражданских правах на 5 лет и запрету баллотироваться в выборные органы власти на 10 лет; позже эти сроки были сокращены после апелляции, но в остальном приговор оставлен в силе. Как следствие Жюппе лишился постов мэра Бордо и председателя правящей партии; последний пост занял вместо него Николя Саркози.
Многие считают, что за правонарушения, инкриминированные Жюппе, несёт ответственность и президент Жак Ширак; ряд коррупционных скандалов были связаны с Шираком ещё в бытность его мэром Парижа (Жюппе и в этот период был его близким сотрудником). Однако ещё в 1999 году было принято неоднозначно воспринятое общественностью судебное решение, согласно которому Ширак не может быть ни предан суду, ни вызван давать показания в силу неприкосновенности, которой согласно конституции Франции обладает особа президента республики.

## Возвращение в политику и в кабинет министров
После вердикта суда Ален Жюппе около года читал лекции в одном из институтов Монреаля (Канада). В августе 2006, после того как в Бордо были объявлены внеочередные выборы, Жюппе вернулся во Францию и выставил свою кандидатуру не только на местные выборы, но и на общенациональные парламентские. На прошедших 8 октября 2006 года досрочных выборах в городское собрание Бордо блок Союза за народное движение и демократов-центристов, возглавляемый Жюппе, уже в первом туре получил свыше 56 % голосов, а сам Ален Жюппе вновь стал мэром Бордо. На выборах в Национальное собрание Франции Союз за народное движение занял первое место.
18 мая 2007 года, после вступления в должность президента Николя Саркози, Ален Жюппе занял пост Государственного министра и министра охраны окружающей среды в кабинете Франсуа Фийона, став влиятельным членом кабинета, в подчинении которого также государственный секретарь транспорта. После Дебре и Фабиуса это всего третий случай, когда бывший премьер-министр Пятой республики стал министром в одном из последующих правительств.
Уже через месяц, 18 июня 2007 года, Жюппе объявил о своей отставке после поражения во втором туре парламентских выборов.
С 14 ноября 2010 года вновь вошёл в состав французского правительства став государственным министром, министром обороны и по делам ветеранов Франции в третьем кабинете Франсуа Фийона. 27 февраля 2011 года после отставки Мишель Аллио-Мари Ален Жюппе стал министром иностранных дел Франции, тем самым возвратившись в МИД Франции через 15 лет после предыдущего пребывания на этом посту. Вышел в отставку 10 мая 2012 года вместе со всем кабинетом Фийона.
Кавалер Большого Креста ордена Заслуг перед Республикой Польша (2000).

## Правительства Жюппе

### Первый Кабинет Жюппе: 18 мая — 7 ноября 1995
- Ален Жюппе — Премьер-министр Франции;
- Эрве де Шаретт — министр иностранных дел;
- Шарль Мийон — министр обороны;
- Жан-Луи Дебре — министр внутренних дел;
- Ален Мадлен — министр экономики и финансов;
- Жак Тубон — министр юстиции;
- Ив Галлан — министр промышленности;
- Франсуа Байру — министр национального образования, профессионального обучения, высшего образования и исследований;
- Жак Барро — министр труда, социального диалога и участия;
- Пьер Пасквини — министр по делам ветеранов и жертв войны;
- Филипп Дуст-Блази — министр культуры;
- Филипп Вассёр — министр сельского хозяйства, рыболовства и продовольствия;
- Корин Лепаж — министр охраны окружающей среды;
- Жан-Жак де Перетти — министр заморских территорий;
- Бернар Понс — министр транспорта, региональное планирование и снаряжения;
- Роже Романи — министр по связям с парламентом;
- Элизабет Юбер — министр здравоохранения и страхования по болезни;
- Пьер-Андре Периссоль — министр жилищного строительства;
- Франсуаза де Пэнафьё — министр туризма;
- Франсуа Фийон — министр информационных технологий и почт;
- Жан Пуэш — министр государственной службы;
- Жан-Пьер Раффарен — министр мелкого и среднего бизнеса, торговли и промышленности ремесел;
- Клод Гогуен — министр государственных реформ, децентрализации и гражданства;
- Колетт Кодаччиони — министр солидарности между поколениями;
- Эрик Рауль — министр интеграции и борьбы против дискриминации;
- Жан Артюи — министр планирования.

Изменения
- 25 августа 1995 — Жан Артюи наследует Мадлену как министр экономики и финансов, оставаясь также министром планирования.

### Второй Кабинет Жюппе: 7 ноября 1995 — 4 июня 1997
- Ален Жюппе — Премьер-министр Франции;
- Эрве де Шаретт — министр иностранных дел;
- Шарль Мийон — министр обороны;
- Жан-Луи Дебре — министр внутренних дел;
- Жан Артуа — министр экономики и финансов;
- Жак Тубон — министр юстиции;
- Франк Боротра — министр промышленности, почт и телекоммуникаций;
- Франсуа Байру — министр национального образования, профессионального обучения, высшего образования и исследований;
- Жак Барро — министр труда и социальных дел;
- Филипп Дуст-Блази — министр культуры;
- Филипп Вассёр — министр сельского хозяйства, рыбаловства и продовольствия;
- Ги Друт — министр по делам молодежи и спорта;
- Корин Лепаж — министр охраны окружающей среды;
- Бернар Понс — министр транспорта, жилищного строительства, туризма и снаряжения;
- Роже Романи — министр по связям с парламентом;
- Доминик Пербен — министр гражданской службы, государственных реформ и децентрализации;
- Жан-Клод Годен — министр по делам городов и регионального планирования;
- Жан-Пьер Раффарен — министр мелкого и среднего бизнеса, торговли и промышленности ремесел.

## Выборы 2017 года
Лидировал по опросам среди членов партии Республиканцы перед праймериз к президентским выборам 2017 года, но проиграл Франсуа Фийону во втором туре.
15 января 2018 года объявил о выходе из партии «Республиканцы» в знак несогласия с политикой евроскептицизма, проводимой новым лидером партии Лораном Вокье.

## Награды
- Большой крест Национального ордена Заслуг
- Гранд-офицер ордена Почётного Легиона
- Офицер Национального ордена Квебека
- Орден Святого Месропа Маштоца (5 октября 2011 года, Армения) — за значительный вклад, внесённый в укрепление и развитие традиционных армяно-французских дружественных отношений, углубление и расширение межгосударственного сотрудничества между Республикой Армения и Французской Республикой[8]